# Matija Mesić

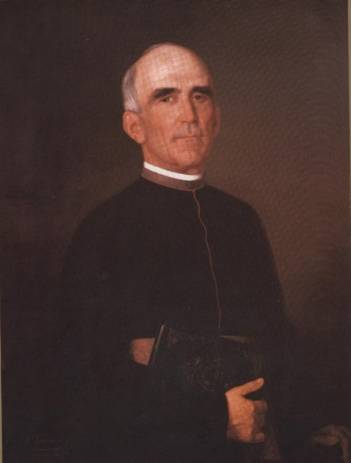
Matija Mesić, 1894 obraz Otona Ivekovića

Matija Mesić (ur. 19 lutego 1826 w Slavonski Brod, zm. 5 grudnia 1878 w Zagrzebiu) – chorwacki historyk, wykładowca akademicki, pierwszy rektor Uniwersytetu w Zagrzebiu.
Ukończył filozofię na Królewskiej Akademii Nauk w 1844 i teologię na wiedeńskim Pázmáneum w 1848. Po wyświęceniu pracował jako nauczyciel historii i geografii w gimnazjum w Zagrzebiu. W latach 1851–1853 studiował historię i geografię w Wiedniu i Pradze. Otrzymał profesurę w Akademii Prawa w Zagrzebiu w 1854 roku.
Brał udział w pracach parlamentu chorwackiego i pełnił funkcję prezesa Matica hrvatska (łac. Matrix Croatica), jednej z najstarszych chorwackich organizacji, zajmującej się kulturą, publikacjami w języku chorwackim i organizacją imprez kulturalnych, sympozjów i przedstawień teatralnych. Od 1867 roku był członkiem Jugosłowiańskiej Akademii Nauki i Sztuki.
W roku akademickim 1874/75 został pierwszym rektorem Królewskiego Uniwersytetu Franciszka Józefa I w Zagrzebiu. Na ceremonii otwarcia, 19 października 1874 roku wygłosił swoje przemówienie, w którym podkreślał znaczenie nowoczesnego szkolnictwa wyższego.